# أبراهام كاولي
أبراهام كاولي (1618 -28 يوليو 1667) كان شاعرًا إنجليزيًا ولد في مدينة لندن في أواخر عام 1616. كان من الشعراء الإنجليزي البارزين في القرن السابع عشر، كان له 14 مطبوعًا من أعماله التي نُشرت بين 1668 و 1721.

## النشأة ومسيرته المهنية
كان والد كاولي مواطنًا ثريًا، توفي قبل وقت قصير من ولادته، وكان لديه مكتبة لبيع الأدوات المكتبية. كرست والدته نفسها بالكامل لأعمال التفاني، كان في صالة استقبال والدته  نسخة من ملكة الجن. أصبحت هذه النسخة هي المفضلة لولدها، وقرأها مرتين قبل إرساله إلى المدرسة.
في وقت مبكر من عام 1628، أي في عامه العاشر، ألف  كتابه تاريخ تراجيدي لباراموس وثيسبي، وهي  قصة حب ملحمية مكتوبة في مقطع مكون من ستة أسطر، وهي أسلوب من اختراعه الخاص. ليس من الكثير القول إن هذا العمل هو الإنجاز الأكثر إثارة للدهشة للخيال المبكر المسجل؛ يتميز العمل بعدم وجود أخطاء كبيرة بسبب عدم نضجه، وتمتلك أسسًا موضوعية بناءة ذات مرتبة عالية جدًا. بعد ذلك بعامين، كتب الطفل قصيدة طموحة أخرى، كونستانتيا وفيليتوس، وأُرسل في الوقت نفسه تقريبًا إلى مدرسة وستمنستر. أظهر في مدرسته نضوجًا عقليًا وتنوعًا في المهارات، وكتب في عامه الثالث عشر عملًا بعنوان إليغي في وفاة دودلي، لورد كارلتون. جُمعت هذه القصائد الثلاثة ذات الحجم الكبير، ومع بعض القصائد ذات الحجم  الأصغر في عام 1633، ونشرت في مجلد بعنوان  أزهار شعرية، مخصص للامبرت أوسبالديستون، مدير المدرسة، ومهدتها العديد من قصائد المديح التي كتبها زملاؤهم في المدرسة.
اشتُهر المؤلف سريعًا، على الرغم من أنه لم يكمل الخامسة عشرة. كان عمله التالي كوميديا رعوية، بعنوان أحجية الحب، كان عملًا رائعًا لولد يبلغ من العمر 16 عامًا، كانت لغته خفيفة وصحيحة ومتناغمة وكان سريعًا في تنقلاته. لا يخلو أسلوبه من التشابه مع راندولف، الذي كانت أعماله الأولى، في ذلك الوقت، مطبوعة حديثًا.
في عام 1637، ارتاد كاولي كلية الثالوث، كامبريدج، حيث «تحمس لدراسة جميع الأنواع المعرفية، وبرز في وقت مبكر بأنه طالب ناضج. تُنسب صور كاولي إلى الرسامين ويليام فيثورن وستيفن سلاتر، اللذين ذهبا أيضًا إلى كلية الثالوث.  وفي هذا الوقت تقريبًا، كتب ملحمته التَوراتيّة حول تاريخ الملك داوود، وهو من الكتب التي ما تزال موجودة بالأصل اللاتيني، بينما نُسخت باقي النسخ لصالح إصدار باللغة الإنجليزية في أربعة كتب، تسمى دافيديز، والتي نُشرت بعد وفاته. وتتناول الملحمة مغامرات الملك داوود من طفولته إلى ضرب العمالقة من شاؤول الملك، حيث أغلق الملحمة بشكل مفاجئ.
في 1638 طُبعت أحجية الحب والكوميديا اللاتينية ناوفراميوم جوكولار، وفي عام 1961 أدى مقطع من الأمير تشارلز من خلال كامبردج إلى إنتاج عمل درامي آخر، الجارديان، التي مُثلت على خشبة المسرح قبل الزيارة الملكية ولاقت نجاحًا كبيرًا. أُديت المسرحية بشكل سري أثناء الحرب الأهلية في دبلن، غير أنها لم تُطبع حتى عام 1650. إن المسرحية مشرقة ومسلية، وهي تتشابه في الأسلوب مع  «أبناء» لكاتبها بن جونسون.

## المَلَكِيّ في المنفى
كُسر الهدوء المُتعلم في حياة الشاعر الشاب المليئة بالتعلم  بسبب الحرب الأهلية. تبنّى بحرارة الجانب الملكي. أصبح زميلًا في كلية الثالوث في كامبريدج، لكنه طرد من قبل البرلمانيين في عام 1643. ذهب إلى أكسفورد، حيث كان يتمتع بصداقة اللورد فوكلاند، لكنه خلال حالات الاضطراب، حظي  بالثقة الشخصية للعائلة المالكة نفسها.
بعد معركة مارستون مور، تبع الملكة إلى باريس، وإلى المنفى وبقي هناك لمدة 12 عامًا. قضى هذه الفترة بالكامل تقريبًا في الخدمة الملكية «حمل حصة من محن العائلة المالكة، أو العاملين في شؤونهم. ولهذا الغرض، قام بالعديد من الرحلات الخطيرة في جيرسي، واسكتلندا، وفلاندرز، وهولندا أو أينما كانت مشاكل الملك تتطلب حضوره. ولكن الشهادة الرئيسية لإخلاصه كانت الخدمة الشاقة التي خضع لها في الحفاظ على المراسلات المستمرة بين الملك الراحل وزوجته الملكة. ومن أجل تلك الثقة الثقيلة، تصرف بنزاهة لا تعرف الكلل وسرية غير متوقعة؛ لأنه قام بتشفير وفك تشفير الجزء الأكبر من جميع الرسائل التي مرت بين أصحاب الجلالة بيديه، وأدار معلومات استخباراتية واسعة في أجزاء أخرى كثيرة، والتي استغرقت كل أيامه لعدة سنوات، وليلتين أو ثلاث ليال لاحقًا في كل أسبوع.»
على الرغم من عمله هذا لم يمتنع عن الكتابة الأدبية، خلال فترة نفيه التقى بأعمال بندار، وعزم على إعادة إنتاج عاطفتها الغنائية النبيلة في اللغة الإنجليزية. على أي حال، أخطأ كاولي في فهم ممارسات بندار المَوْزُونة، ولهذا السبب كانت إعادة إنتاجه لقصائد بندار الغنائية في اللغة الإنجليزية لا تعكس بصورة دقيقة شاعرية بندار. على الرغم من هذه المشكلة، إلا أن استخدام كاولي للسطور الخماسية ذات الأسطر غير منتظمة الطول، والنمط، وقافية القصيدة، كان مؤثرًا جدًا وعُرف بالإنجليزية باسم  قصائد «بيندريك» الغنائية أو القصائد الغنائية العشوائية. واحدة من أبرز القصائد الغنائية التي كُتبت بعد كاولي بتقليد بينديك هي قصيدة وردزورث  إرهاصات الخلود.

## روابط خارجية
- أبراهام كاولي على موقع الموسوعة البريطانية (الإنجليزية)
- أبراهام كاولي على موقع ميوزك برينز (الإنجليزية)